# Placówka Straży Celnej „Kołodróbka”

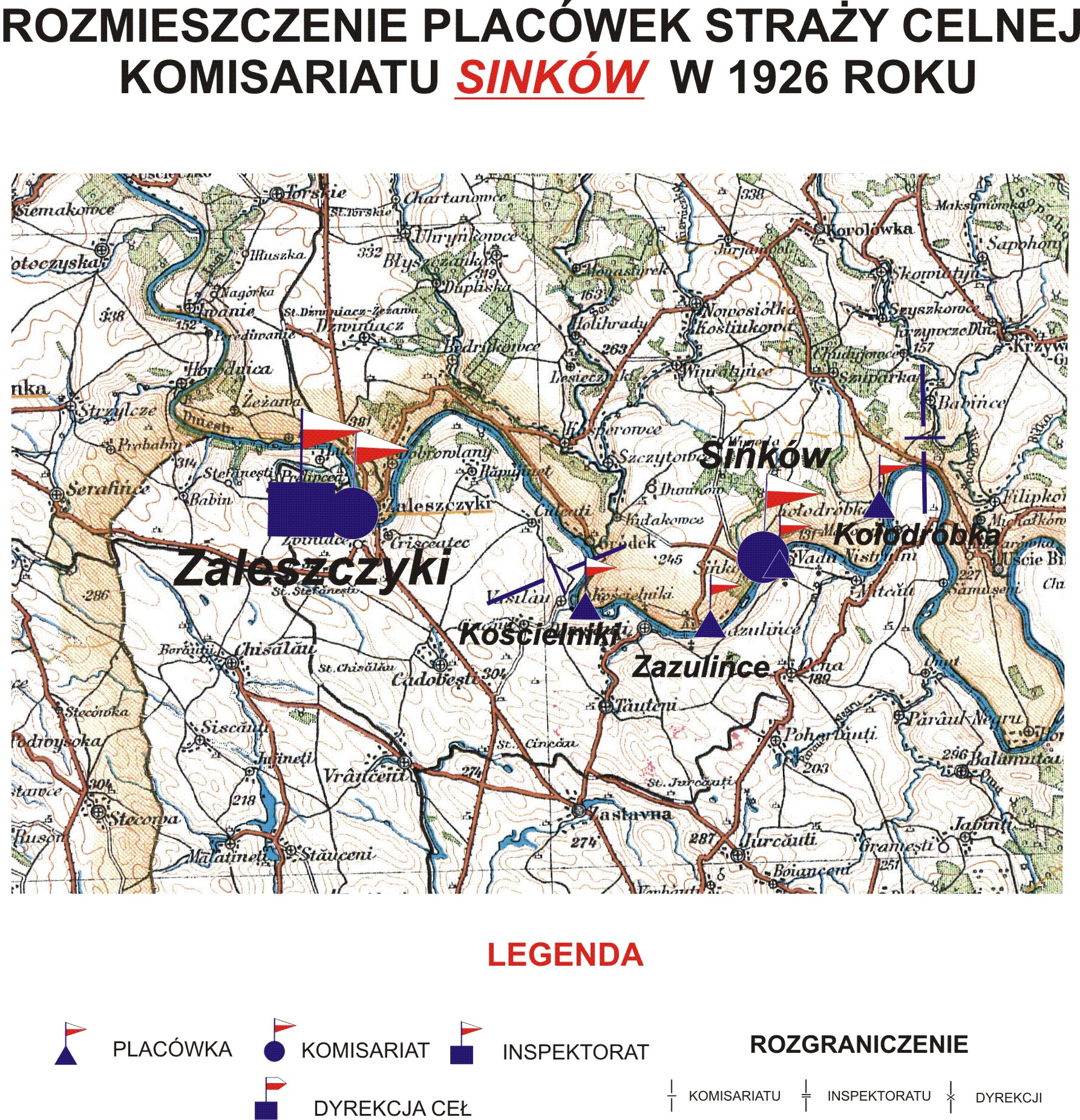
Rozmieszczenie placówek SC komisariatu "Sinków" w 1926

Placówka Straży Celnej „Kołodróbka” – jednostka organizacyjna Straży Celnej pełniąca w okresie międzywojennym służbę ochronną na granicy polsko-rumuńskiej.

## Formowanie i zmiany organizacyjne
Na wniosek Ministerstwa Skarbu, uchwałą z 10 marca 1920 roku, powołano do życia Straż Celną. Jednostki Straży Celnej rozpoczęły przejmowanie odcinków granicy od pododdziałów Batalionów Celnych. W 1921 roku w Zaleszczykach stacjonował sztab 1 kompanii 22 batalionu celnego. Kompania wystawiała między innymi placówkę w Kołodróbce. W 1922 roku w Sinkowie stacjonował sztab 1 kompanii 22 batalionu celnego. Kompania wystawiała między innymi placówkę w Kołodróbce. Proces tworzenia Straży Celnej trwał do końca 1922 roku. Placówka Straży Celnej „Kołodróbka” weszła w podporządkowanie komisariatu Straży Celnej „Sińków” z Inspektoratu SC „Zaleszczyki”.
W drugiej połowie 1927 roku przystąpiono do gruntownej reorganizacji Straży Celnej. W praktyce skutkowało to rozwiązaniem tej formacji granicznej. Ochronę północnej, zachodniej i południowej granicy państwa przejęła powołana z dniem 2 kwietnia 1928 roku Straż Graniczna.  W strukturach nowo powstałej formacji placówki „Kołodróbka” nie odtworzono.
Jeszcze wcześniej, z dniem 1 listopada 1927 roku Inspektorat Straży Celnej „Zaleszczyki”, w tym komisariat SC „Sińków” został rozwiązany, a  rejon odpowiedzialności komisariatu został przekazany pododdziałom Korpusu Ochrony Pogranicza.

## Funkcjonariusze placówki
Kierownicy placówki
| stopień    | imię i nazwisko, numer | okres pełnienia służby | kolejne stanowisko |
| ---------- | ---------------------- | ---------------------- | ------------------ |
| przodownik | Jan Biernat (392)      | był w 1926             |                    |

Obsada personalna placówki w 1926:
- przodownik Jan Biernat (392)
- przodownik Stanisław Biskup (1607)
- starszy strażnik Józef Pawlak (390)
- strażnik Jan Gajos (1514)
- strażnik Piotr Siopa (1530)
- strażnik Franciszek Kamiński (1562)
- strażnik Władysław Frazik (1438)
- strażnik Bolesław Wyźgowski (1606)
- strażnik Stanisław Kraus (2164)